# 国道456号

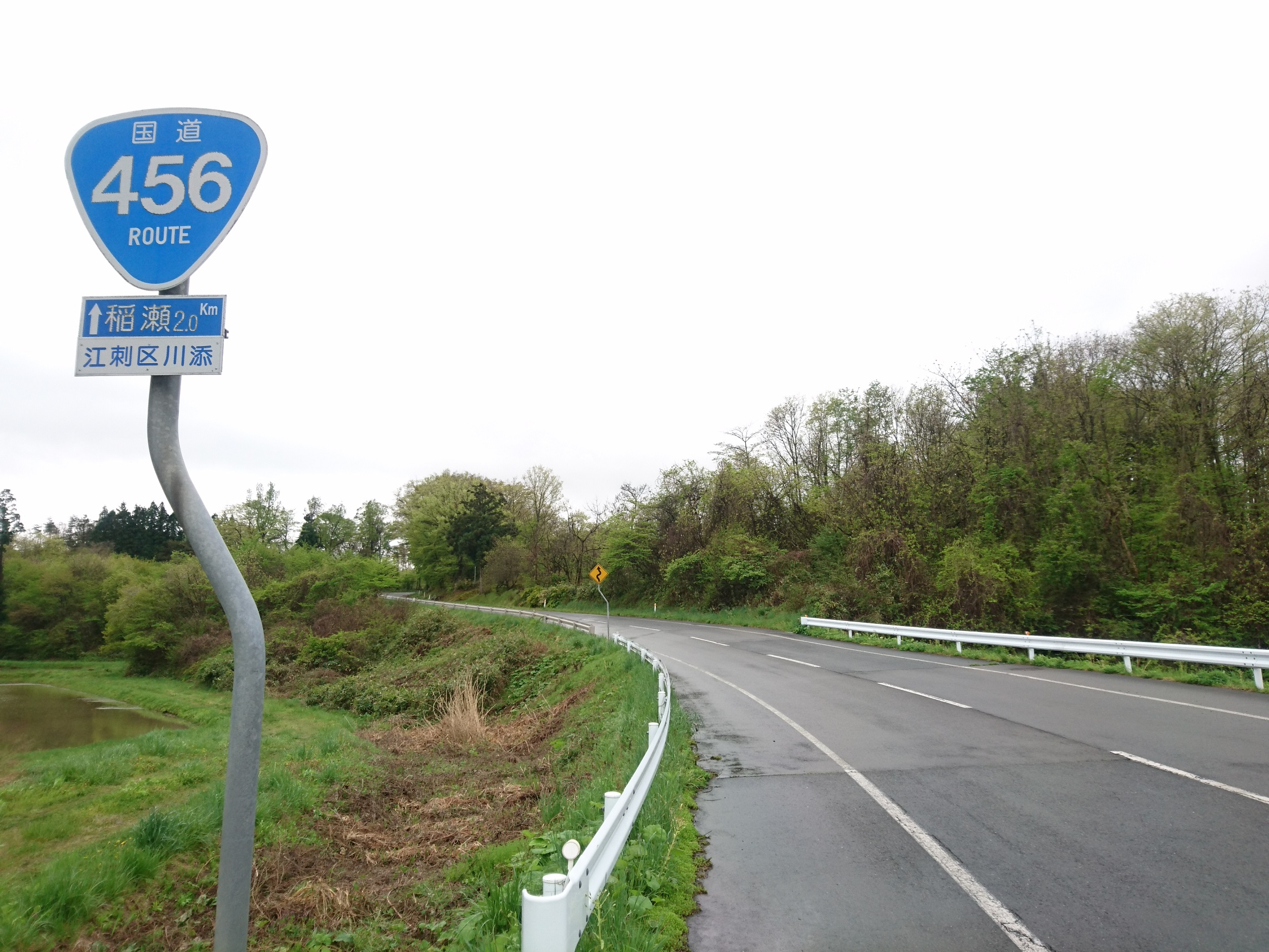
奥州市江刺稲瀬付近
2016年5月

国道456号（こくどう456ごう）は、岩手県盛岡市から宮城県気仙沼市に至る一般国道である。

## 概要

### 路線データ
一般国道の路線を指定する政令に基づく起終点および重要な経過地は次のとおり。
- 起点：盛岡市（南大橋交差点 = 国道4号交点、国道396号終点）
- 終点：宮城県本吉郡本吉町[注釈 2]（津谷長根 = 国道45号交点、国道346号上）
- 重要な経過地：岩手県紫波郡紫波町、花巻市（高松）、同県和賀郡東和町[注釈 3]、北上市（口内町）、江刺市[注釈 4]、同県東磐井郡大東町[注釈 5]、同郡千厩町[注釈 5]、宮城県登米郡東和町[注釈 6]
- 総延長 : 149.9 km（岩手県 127.2 km、宮城県 22.7 km）重用延長を含む[2][注釈 7]
- 重用延長 : 37.1 km（岩手県 23.0 km、宮城県 14.2 km）[2][注釈 7]
- 未供用延長 : なし[2][注釈 7]
- 実延長 : 112.7 km（岩手県 104.2 km、宮城県 8.5 km）[2][注釈 7]
  - 現道 : 112.3 km（岩手県 104.2 km、宮城県 8.1 km）[2][注釈 7]
  - 旧道 : 0.4 km（岩手県 - km、宮城県 0.4 km）[2][注釈 7]
  - 新道 : なし[2][注釈 7]
- 指定区間：なし[3]

## 歴史

### 国道指定以前

#### 紫波・花巻間
紫波（栃内）・紫波（日詰）間
- 1959年（昭和34年）3月31日 - 岩手県より栃内日詰線として県道に認定される[4]。

紫波（日詰）・紫波（彦部）間
- 1954年（昭和29年）
  - 1月20日 - 県道日詰大迫線の一部、県道盛岡盛線の一部および県道花巻川口釜石港線の一部が、盛岡釜石線（岩手県盛岡市 - 岩手県釜石市）として建設省（現・国土交通省）から主要地方道の指定を受ける[5]。
  - 8月16日 - 岩手県より盛岡釜石線として県道に認定される[6]。
- 1971年（昭和46年）6月26日 - 県道盛岡釜石線の一部および県道盛岡大迫線が、盛岡遠野線として主要地方道の指定を受けたことにより、本区間は主要地方道ではなくなる[7]。

紫波（彦部）・花巻間
- 1959年（昭和34年）3月31日 - 岩手県より彦部花巻線として県道に認定される[4]。

区間統合
- 1976年（昭和51年）10月1日 - 岩手県より花巻紫波線として県道に認定される[8]。

区間統合
- 1982年（昭和57年）4月1日 - 県道花巻紫波線の一部と県道栃内日詰線が、花巻紫波線として建設省（現・国土交通省）から主要地方道の指定を受ける[9]。

花巻・奥州間
- 1959年（昭和34年）3月31日 - 岩手県より江刺東和線[注釈 8]および北上江刺線として県道に認定される[4]。
- 1971年（昭和46年）6月26日 - 県道北上江刺線の一部、県道江刺東和線および県道北上大迫線の一部が、江刺大迫線（岩手県江刺市（現・奥州市） - 岩手県稗貫郡大迫町（現・花巻市））として建設省（現・国土交通省）から主要地方道の指定を受ける[7]。

奥州・登米間
- 1958年（昭和33年）3月31日 - 宮城県より狼河原藤沢線として県道に認定される[10]。
- 1959年（昭和34年）3月31日 - 岩手県より江刺東山線、興田千廐線、大籠千廐線および狼河原藤沢線として県道に認定される[4]。
- 1971年（昭和46年）6月26日 - 県道江刺東山線の一部、県道水沢陸前高田線の一部、県道興田千廐線の一部、県道大籠千廐線の一部および県道狼河原藤沢線が、江刺千廐東和線（岩手県江刺市（現・奥州市） - 宮城県登米郡東和町（現・登米市））として建設省（現・国土交通省）から主要地方道の指定を受ける[7]。

### 国道指定後
- 1993年（平成5年）4月1日 - 一般国道456号（岩手県盛岡市 - 宮城県本吉郡本吉町）として指定[11]。
- 2003年（平成15年）
  - 3月25日 - 大平バイパス（江刺市（現・奥州市））が開通する[12]。
  - 11月1日 - 久傳橋（東磐井郡千厩町（現・一関市））が開通する[12]。
- 2005年（平成17年）8月10日 - 熊川橋（江刺市（現・奥州市））が開通する[13]。
- 2006年（平成18年）10月13日 - 関口工区（花巻市）が開通する[13]。
- 2014年（平成26年）1月28日 - 中堰工区（奥州市）が開通する[14]。

## 路線状況

### バイパス・改良事業など
- 関口工区（関口バイパス[15]）

関口工区は、国道456号のバイパス道路である。花巻市石鳥谷町関口地区の国道456号は幅員狭小・急カーブ区間であると共に沿道には民家が多く、さらに稗貫川に架かる稗貫川橋は老朽化が進んでいる。
これらの問題の解決策として、東北新幹線高架寄りに全延長2,320 mのバイパスを整備。2006年10月13日に全線開通。幅員は13.0 m（うち車道6.5 m）で片側に3.5 mの歩道を設置。
- 大平バイパス

江刺市（現奥州市）内の大平地区において整備されたバイパス道路。2003年3月25日開通。

### 重複区間
- 国道396号（岩手県盛岡市・南大橋交差点 - 紫波町栃内和屋敷）
- 国道283号（岩手県花巻市高松 - 花巻市東和町・中内口交差点）
- 国道397号（岩手県奥州市江刺田原沢田前）
- 国道343号（岩手県一関市大東町猿沢 - 一関市大東町摺沢）
- 国道346号（宮城県登米市・米川字交差点 - 気仙沼市本吉町津谷長根）

### 交通量
平日24時間交通量（平成17年度道路交通センサス）
| 地点             | 台数  |
| ---------------- | ----- |
| 一関市藤沢町町裏 | 2,040 |

## 地理

### 通過する自治体
- 岩手県

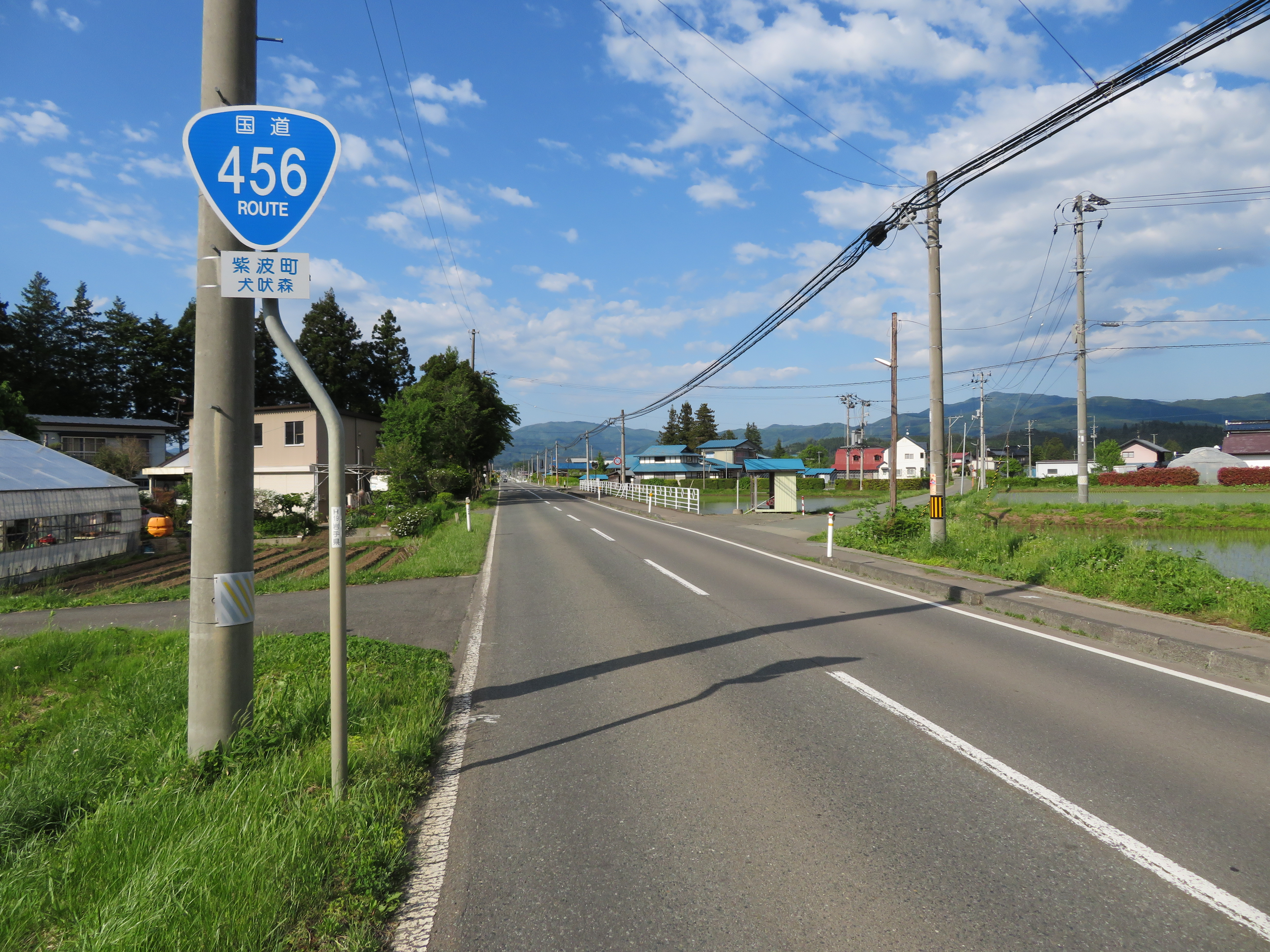
紫波町犬吠森付近（2018年5月）

  - 盛岡市 - 紫波郡紫波町 - 花巻市 - 北上市 - 奥州市 - 一関市
- 宮城県
  - 登米市
- 岩手県
  - 一関市
- 宮城県
  - 登米市 - 気仙沼市

### 交差する道路
- 国道396号（紫波町栃内和屋敷）
- 岩手県道25号紫波江繋線（紫波町犬吠森）
- 岩手県道228号佐比内彦部線（紫波町彦部字川前）
- 岩手県道102号石鳥谷大迫線（花巻市石鳥谷町新堀字嶋）
- 岩手県道214号羽黒堂二枚橋線（花巻市石鳥谷町猪鼻）
- 岩手県道286号東和花巻温泉線（花巻市胡四王一丁目新花巻駅前）
- 国道283号 花巻市街方面（花巻市高松）
- 岩手県道39号北上東和線、岩手県道43号盛岡大迫東和線（花巻市東和町安俵）
- 国道283号 遠野方面（花巻市東和町土沢中内口交差点）
- 岩手県道284号花巻田瀬線（花巻市東和町毒沢）
- 国道107号（北上市青木田交差点）
- 岩手県道287号口内伊手線（奥州市江刺伊手）
- 岩手県道255号広瀬三ケ尻線（奥州市江刺広瀬字向田）
- 岩手県道14号一関北上線 北上方面（奥州市江刺稲瀬字岩瀬）
- 岩手県道108号江刺金ケ崎線（奥州市江刺岩谷堂字根岸）
- 岩手県道8号水沢米里線 住田方面（奥州市江刺大通り）
- 岩手県8号水沢米里線 水沢方面、岩手県道14号一関北上線 一関方面（奥州市江刺南大通り）
- 岩手県道156号岩明岩谷堂線（奥州市江刺岩谷堂字餅田）
- 岩手県道251号玉里水沢線（奥州市江刺田原字石山）
- 国道397号 水沢方面（奥州市江刺田原字沢田前）
- 国道397号 住田方面（奥州市江刺田原字杉本）
- 岩手県道197号田原折居線・岩手県道262号沖田田原線（奥州市江刺田原字大平）
- 国道343号 水沢方面、岩手県道105号猿沢東山線（一関市大東町猿沢）
- 岩手県道104号沖田渋民線（一関市大東町渋民字関ノ上）
- 国道343号 陸前高田方面、岩手県道19号一関大東線（一関市大東町摺沢）
- 岩手県道135号摺沢停車場線（一関市大東町摺沢字四ツ角）
- 岩手県道267号松川千厩線（一関市千厩町千厩字摩王）
- 国道284号（一関市千厩町摩王交差点）
- 岩手県道21号花泉藤沢線（一関市藤沢町藤沢字下町）
- 岩手県道・宮城県道295号藤沢大籠線（一関市藤沢町藤沢）
- 宮城県道・岩手県道188号綱木黄海線（登米市東和町米川字綱木七曲峠）
- 国道346号（登米市米川字交差点-気仙沼市本吉町津谷長根）

### 峠
- 七曲峠